# Erik Frank
Erik Emil Frank (12 de novembro de 1899 — 5 de janeiro de 1972) foi um ciclista olímpico finlandês. Representou sua nação em dois eventos nos Jogos Olímpicos de Verão de 1924.